# G1期
G1期（英: G1 phase、Gap 1 phase）は、真核生物の細胞分裂における細胞周期の4つの段階（G1期、S期、G2期、M期）のうち、1番目の段階である。G1期に細胞は、その後の有糸分裂へ続く段階に備えて、mRNAとタンパク質を合成する。G1期は、細胞がS期へ移行した時点で終結する。

## 概要
G1期は、S期、G2期とともに、間期と呼ばれる有糸分裂期（M期）の前の長い期間を構成する。
G1期には、細胞のサイズが大きくなり、DNA合成に必要なmRNAやタンパク質（ヒストンなど）の合成が行われる。必要なタンパク質の準備と成長が完了すると、細胞周期は次の段階であるS期へ進行する。G1期も含めて、細胞周期の各期間の長さは細胞種によって異なる。ヒトの体細胞の細胞周期は約18時間で、G1期はその約1/3を占める:6。しかし、ツメガエルやウニ、ショウジョウバエの胚ではG1期はほとんど存在せず、存在したとしても有糸分裂の終結とS期の間の期間（gap）として定義される。
G1期は、栄養素の供給、温度、成長の余地といった成長因子の制限による影響を受ける。mRNAとタンパク質を合成するためには十分量のヌクレオチドとアミノ酸が存在していなければならない。生理的温度は細胞の成長に最適な温度であり、ヒトの正常な生理的温度は約 37 °Cである。
G1期は、細胞が細胞分裂に従事するか細胞周期から脱出するかを決定する、特に重要な期間である。細胞分裂を行わないようシグナルを受けた場合には、S期へ進行する代わりに、G0期と呼ばれる休眠状態へ移行する。脊椎動物で細胞増殖を行ってない細胞の大部分は、G0期へ移行する。

## 調節
細胞周期の一連のイベントが正しい順序で起こるよう、各期間のタイミングを調整し制御する緊密な調節システムが存在しており、サイクリン依存性キナーゼ（CDK）による生化学的トリガーが、正確な時期に正確な順序で細胞周期のイベントのスイッチを入れる。
細胞周期には3つのチェックポイントが存在し、G1/Sチェックポイント（酵母ではスタートチェックポイント）、G2/Mチェックポイント、そしてスピンドルチェックポイントと呼ばれる。

### 生化学的調節因子
G1/S期サイクリン（サイクリンE）の活性はG1期の終盤付近で大きく上昇し、G1期からS期への移行を担う。
細胞周期の他の段階で活性型となるサイクリン複合体は、細胞周期に関連したイベントが誤って生じるのを防ぐため不活性化されている。G1期には、CDKの活性は3つの方法で阻害されている。Rbタンパク質はE2Fファミリーの転写因子に結合し、S期サイクリン遺伝子の発現をダウンレギュレーションする。また、後期促進複合体（APC）が活性化され、S期サイクリンとM期サイクリンを標的化し分解する（G1/S期サイクリンは標的とならない）。さらに、G1期には高濃度のCDK阻害因子が存在している。

### R点
G1期に存在するR点（restriction point、制限点）は、細胞が細胞周期の次の段階へ移行するのに適した状態であるかを決定するわけではないため、チェックポイントとは異なる。脊椎動物の細胞がG1期に入って約3時間経過し、細胞がG1期の進行を続けるか休眠状態のG0期へ移行するかが決定される地点がR点である。
この地点は、G1期を有糸分裂後の段階と有糸分裂前の段階の2つへと分けている。G1期の開始からR点まではG1-pm期（post-mitotic)、R点からS期の開始まではG1-ps期（pre-S）としても知られる。
細胞がG1-pm期を通過するためには高レベルの成長因子と定常的なタンパク質合成を必要とし、それ以外の場合細胞はG0期へ移行する。

#### 相反する研究結果
研究者の一部にはR点とG1/Sチェックポイントは同一のものであるとの主張もあるが、より近年の研究ではG1期には細胞周期の進行をチェックする2つの異なるポイントが存在するという議論がなされている。1つ目のR点は成長因子依存的で、細胞がG0期へ移行するかどうかを決定する。2つ目のチェックポイントは栄養源依存的で細胞周期がS期へ移行するかどうかを決定するとされる。研究者の間にも一部混乱が生じている。

### G1/Sチェックポイント
G1/SチェックポイントはG1期とS期の間の地点であり、細胞がS期へ進行する許可が下りる地点である。S期への移行が起こらない理由としては、不十分な細胞成長、DNAの損傷、他の準備が完了していないことなどが挙げられる。
G1/Sチェックポイントでは、G1/S期サイクリンがCDKと複合体を形成し、細胞を新たな分裂サイクルへ従事させる。その後、これらの複合体はS期のDNA複製を開始し、S期サイクリン-CDK複合体を活性化する。それとともに後期促進複合体の活性は大きく低下し、S期サイクリンとM期サイクリンが活性化される。

## がん
G1期やG1/Sチェックポイントの異常は、制御を受けない腫瘍成長と関連付けられている。G1期が影響を受けている場合、一般的にE2Fファミリーが抑制を受けなくなり、サイクリンの遺伝子発現が上昇し、制御を受けない細胞周期の進行が行われる。
一部のがんの治療法は、細胞周期のG1期での停止を誘導することによって行われている。乳がんや皮膚がんを含む多くのがんの治療において、腫瘍細胞の細胞周期をG1期で停止させることで増殖を防ぎ、細胞の分裂や拡散が防がれている。